# Trường ca (âm nhạc)
Trường ca là một tác phẩm thanh nhạc có một đề tài được thể hiện với nhiều chủ đề, hình tượng âm nhạc được liên kết chặt chẽ với nhau bằng nhiều khúc, nhiều đoạn khác nhau. Trường ca thường có độ dài lớn hơn nhiều so với ca khúc, tuy nhiên hiểu trường ca là bài hát dài chỉ đúng một phần. Cũng như ca khúc hợp xướng, trường ca cũng có tính liên khúc, liên đoạn, nhưng tính độc lập giữa mỗi đoạn, mỗi khúc đậm nét hơn, tương đối độc lập hơn, do nội dung đề tài phức tạp hơn và quy mô tác phẩm cũng lớn hơn.
Trường ca được cấu trúc tự do theo lối kể chuyện, đi liền mạch, không ngắt nghỉ giữa các phần. Tùy thuộc vào nội dung và kết cấu của tác phẩm mà tác giả sử dụng phần nhắc lại mô típ của chủ đề cho phù hợp. Tuy nhiên ngôn ngữ âm nhạc của mỗi khúc được phân định rõ ràng bởi sự thay đổi về cường độ, trường độ âm sắc và tiết tấu. Sự tương phản về ngôn ngữ âm nhạc, điệu thức, về phương pháp diễn tấu (đơn ca/hợp xướng trong một số trường ca của Hoàng Vân) cũng là một động lực để phát triển giai điệu và cấu trúc của tác phẩm. 
Có trường ca ngoài tiêu đề chung, mỗi đoạn của bài lại có tiêu đề riêng. Như trường ca "Hội trùng dương" của Phạm Đình Chương gồm ba phần: "Tiếng sông Hồng", "Tiếng sông Hương" và "Tiếng Cửu Long".
Trường ca được coi là một thành tích sáng tạo của nền tân nhạc Việt Nam so với trên thế giới.

## Một số trường ca Việt Nam nổi tiếng
- Thiên Thai của Văn Cao
- Trương Chi của Văn Cao
- Trường ca Sông Lô của Văn Cao (1947)
- Ba Đình nắng của Bùi Công Kỳ (1947)
- Bình ca của Nguyễn Đình Phúc (1947)
- Hòn vọng phu của Lê Thương (1947)
- Người Hà Nội của Nguyễn Đình Thi (1947)
- Chiến thắng Tây Bắc của Hoàng Vân (1951)
- Con đường Cái Quan của Phạm Duy (1954)
- Du kích sông Thao của Đỗ Nhuận (1949)
- Đóa hoa vô thường của Trịnh Công Sơn
- Hội trùng dương của Phạm Đình Chương
- Mẹ Việt Nam của Phạm Duy (1960)
- Hà Nội - Huế - Sài Gòn của Hoàng Vân (1961)
- Bài thơ gửi Thái Nguyên của Hoàng Vân (1961)
- Dã Tràng ca của Trịnh Công Sơn (1962)
- Tôi là người thợ lò của Hoàng Vân (1964)
- Người chiến sĩ ấy của Hoàng Vân (1969)
- Hàn Mặc Tử của Phạm Duy
- Minh họa Kiều của Phạm Duy
- Bầy chim bỏ xứ của Phạm Duy
- Trường ca Bức tranh non nước của Minh Châu
- Trường ca người Việt của Minh Châu
- Trường ca Mekong của Minh Châu
- Người Việt Nam của Trương Quý Hải.